# Matthias Maak
Matthias Maak (* 12. Mai 1992 in Bruck an der Mur) ist ein österreichischer Fußballspieler. Er steht beim Zweitligisten SC Austria Lustenau unter Vertrag.

## Karriere
Maak begann seine Karriere beim TuS Krieglach. 2006 kam er in die Akademie des FK Austria Wien. 2009 wechselte er zum Regionalligisten SV Wienerberg. Sein Debüt für die Wiener gab Maak im August 2009, als er am dritten Spieltag der Saison 2009/10 gegen den SV Würmla in der Startelf stand und in der 62. Minute durch Mario Felber ersetzt wurde.
Zur Saison 2010/11 wechselte er zum Bundesligisten SC Wiener Neustadt. Zudem wurde er Kooperationsspieler beim Regionalligisten SC Neusiedl am See. Im Februar 2011 debütierte Maak für die Niederösterreicher in der Bundesliga, als er am 21. Spieltag jener Saison gegen den FK Austria Wien in der 88. Minute für Alexander Grünwald eingewechselt wurde.
Nach drei Jahren beim SCWN wechselte er im Sommer 2013 zum Zweitligisten Kapfenberger SV. Im Jänner 2014 wechselte er zum SV Grödig, später wurde er auch fest verpflichtet.
Nach dem Rückzug der Grödiger aus dem Profifußball wechselte Maak zur Saison 2016/17 nach Dänemark zu SønderjyskE Fodbold, wo er einen bis Juni 2018 gültigen Vertrag erhielt.
Zur Saison 2017/18 kehrte Maak nach Österreich zurück, wo er sich dem Zweitligisten FC Wacker Innsbruck anschloss, bei dem er einen bis Juni 2018 gültigen Vertrag erhielt. Mit Innsbruck stieg er zu Saisonende in die Bundesliga auf und nach der folgenden Saison 2018/19 wieder aus der Bundesliga ab.
Nach dem Wiederabstieg wechselte Maak zur Saison 2019/20 zum Bundesligisten SCR Altach, bei dem er einen bis Juni 2021 laufenden Vertrag erhielt. Für Altach kam er zu 16 Bundesligaeinsätzen. Zur Saison 2020/21 wechselte er zum Zweitligisten SC Austria Lustenau, bei dem er einen bis Juni 2021 laufenden Vertrag erhielt.